# Johan Verminnen

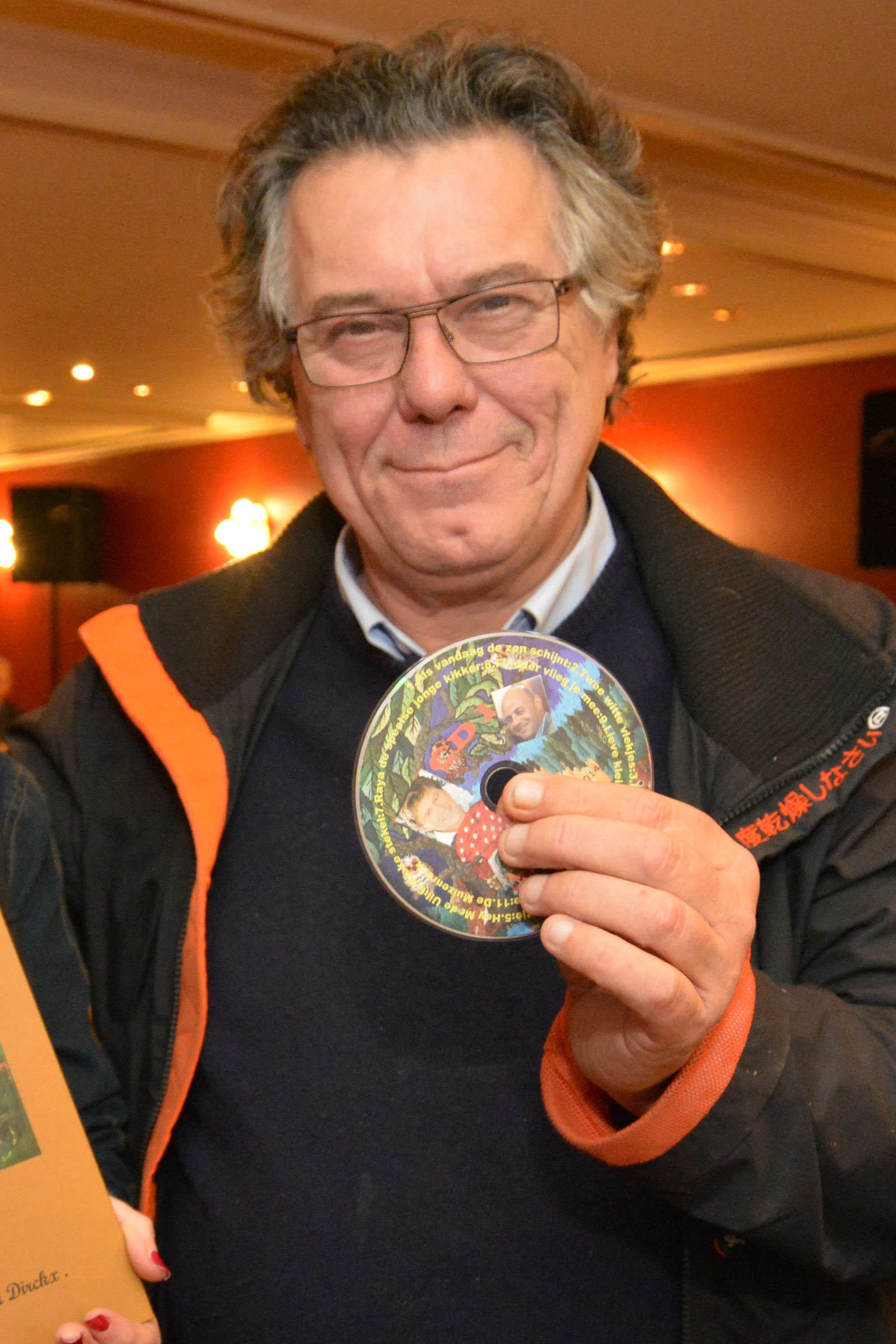

Johan Verminnen (* 22. Mai 1951 in Wemmel, Belgien) ist ein flämischer Sänger, der seit 1969 regelmäßig Tonträger in Belgien veröffentlicht.

## Leben und Wirken
Neben seinen Alben ist er in Belgien und den Niederlanden wegen seiner regelmäßigen Auftritte bekannt. 2004 hat er das Buch Prinses van het Pajottenland zu Ehren seiner Mutter geschrieben, das vom Leben seiner Familie im 20. Jahrhundert handelt. Am 12. Dezember 2008 wurde der Asteroid (11846) Verminnen nach ihm benannt.

## Diskografie

### Alben
| Jahr | Titel                            | Höchstplatzierung, Gesamtwochen, AuszeichnungChartsChartplatzierungen (Jahr, Titel, Platzierungen, Wochen, Auszeichnungen, Anmerkungen) | Anmerkungen |
| Jahr | Titel                            | BEF | Anmerkungen |
| ---- | -------------------------------- | --- | ----------- |
| 1996 | Suiker & zout                    | BEF23 (3 Wo.)BEF |             |
| 1999 | Vroeger en later                 | BEF44 (1 Wo.)BEF |             |
| 2005 | Hartklop                         | BEF53 (6 Wo.)BEF |             |
| 2010 | 60: 60 jaar – 60 liedjes         | BEF28 (8 Wo.)BEF |             |
| 2012 | Verminnen verzameld              | BEF35 (18 Wo.)BEF |             |
| 2012 | De eerste jaren (1970–1986)      | BEF180 (1 Wo.)BEF |             |
| 2015 | Stemmen                          | BEF156 (2 Wo.)BEF |             |
| 2016 | Tussen een glimlach en een traan | BEF16 (27 Wo.)BEF |             |
| 2017 | Plankenkoorts – Live 2017        | BEF126 (2 Wo.)BEF |             |
| 2019 | En daarna ga ik vissen           | BEF61 (4 Wo.)BEF |             |
| 2021 | 70                               | BEF6 (19 Wo.)BEF |             |

Weitere Alben
- 1970: Johan Verminnen
- 1973: Stilte als refrein
- 1974: Elle chante na na na
- 1977: Live
- 1979: Als mijn gitaar me helpt
- 1981: Ik voel me goed
- 1983: Tweemaal woordwaarde
- 1984: Melancholie
- 1987: Traag is mooi
- 1989: Mooie dagen - 20 jaar liedjes
- 1991: Volle maan
- 1993: Zeven levens
- 1994: Alles leeft
- 1998: Marin d’eaux douces
- 1999: Het beste van Johan Verminnen
- 2001: Swingen tot morgenvroeg
- 2003: Tegenlicht
- 2005: Masterworks
- 2013: Alle 40 goed

### Singles
| Jahr | Titel Album                      | Höchstplatzierung, Gesamtwochen, AuszeichnungChartsChartplatzierungen (Jahr, Titel, Album, Platzierungen, Wochen, Auszeichnungen, Anmerkungen) | Anmerkungen |
| Jahr | Titel Album                      | BEF | Anmerkungen |
| ---- | -------------------------------- | --- | ----------- |
| 1986 | Ik wil zo graag de wereld zien … | BEF37 (3 Wo.)BEF |             |
| 1988 | Paulien                          | BEF39 (1 Wo.)BEF |             |

Weitere Singles
- 2016: Tussen een glimlach en een traan
- 2016: Lampedusa
- 2016: Is er een dokter?
- 2016: Het meisje aan de balie heette Lente
- 2016: Alle dromen zijn van ons
- 2019: Gewoon een lentedag
- 2019: Ik weet het niet